# تلمبه‌های ایرانمنش
تلمبه‌های ایرانمنش یک منطقهٔ مسکونی در ایران است که در دهستان زنگی‌آباد واقع شده‌است. تلمبه‌های ایرانمنش ۲۸ نفر جمعیت دارد.